# Sphingiphila
Sphingiphila A.H.Gentry es un género monotípico de pequeños árboles perteneciente a la familia de las bignoniáceas. Su única especie: Sphingiphila tetramera, es originaria de  Bolivia y Paraguay.

## Taxonomía
Sphingiphila tetramera fue descrita por Alwyn Howard Gentry  y publicado en Systematic Botany 15(2): 277–279, f. 1. 1990.